# Pelidnota kirbyi
Pelidnota kirbyi är en skalbaggsart som beskrevs av Gray 1832. Pelidnota kirbyi ingår i släktet Pelidnota och familjen Rutelidae. Utöver nominatformen finns också underarten P. k. misionesensis.